# Віллі Грін
Віллі Джуліус Грін (англ. Willie Julius Green; нар. 28 липня 1981) — американський професійний баскетбольний тренер і колишній гравець, який є головним тренером команди НБА «Нью-Орлінс Пеліканс». Він професійно грав у НБА з «Філадельфія 76ers», «Нью-Орлінс Горнетс», «Атланта Гокс», «Лос-Анджелес Кліпперс» та «Орландо Меджик». Він був обраний у другому раунді (41-й вибір) драфту НБА 2003 року командою Seattle Supersonics, а пізніше придбаний Philadelphia 76ers із Сіетла під час драфтової торгівлі за права на драфт Пачеліса Морленде (50-й вибір загалом) і грошові компенсації.